# أليس بيمس تايلور
أليس بيمس تايلور (بالإنجليزية: Alice Bemis Taylor)‏ هي فاعلة خير أمريكية، ولدت في 15 أكتوبر 1877، وتوفيت في 22 يونيو 1942.